# 林玉英
林玉英（1941年10月—），女，汉族，福建莆田人，中华人民共和国政治人物，中共江苏省委统战部原部长，江苏省政协原副主席，第九届全国政协委员。